# Кислопряженец
Кислопряженцы — карельские национальные пшеничные лепёшки. Тесто для них изготавливают на опаре из муки, дрожжей и молока. Готовят, обжаривая в топлёном масле. На поверхность кислопряженцев наносят разрезы для быстрой готовности. Подают с молоком и сливками.
Это блюдо характерно для жителей севера России и Карелии.
В людиковском и ливвиковском наречиях карельского языка кислопряженцы носят название hapoi.